# 碘酸铟
碘酸铟是一种无机化合物，化学式为In(IO3)3，它可由铟和高碘酸在水溶液中于180 °C反应制得。它存在动力学稳定的偏心三维网络结构的α型和热力学稳定的中心对称的二维网络的β型，α型晶体在365 °C会转化为β型。